# Társadalmi Megújulás Operatív Program
A Társadalmi Megújulás Operatív Program (rövidítve TÁMOP) Magyarország Nemzeti Stratégiai Referenciakerete, az Új Magyarország Fejlesztési Terv (ÚMFT) keretein belül jött létre 2007-ben, és A társadalom megújulása prioritásának megvalósítását szolgálja az európai uniós jogszabályokkal és rendeletekkel összhangban. A program 6 éven keresztül futott, vagyis 2013-ig tartott.
Célja a gazdaság fellendítése, ehhez szükség van új munkahelyek teremtésére és az infrastruktúra fejlesztésére. Az ezekhez szükséges feltételeket megteremtését segítik a TÁMOP-pályázatok. Keretében olyan projekteket támogattak, melyek a humánerőforrás fejlesztését az oktatás- és foglalkoztatáspolitika, az egészségügy, a kultúra és a közművelődés eszköztárának felhasználásával illetve bővítésével kívánták elérni.
A programban olyan pályázatokon keresztül lehetett finanszírozáshoz jutni, melyek a TÁMOP deklarált céljait szolgálják  olyan intézkedéseken keresztül , melyek összhangban vannak a program ún. prioritásaival.
A célok megvalósítása érdeklében olyan pályázatokat hoztak létre, melyek aktívabbá teszik az álláskeresést, csökkentik a diszkriminációt, egészségesebb munkaerőt képeznek, népszerűsítik a life-long learning gondolatát, illetve összhangot teremtenek a kínált és keresett képzettség között.
Reményeik szerint ezzel változást hoznak el az oktatásban, képzésekben, egészségügyben, a kultúrában, a szociális területeken.
A program különlegessége, hogy létrehozásakor a szakmai és érdekképviseleti szervezetek, független értékelők, szakmai és civil partnerek is jelen voltak, észrevételeikkel elősegítve, hogy a program minél használhatóbb és sikeresebb legyen. A program lezárultáig számos a különböző projekteket és prioritásokat értékelő hatástanulmány született. 
A 2020-ig tartó programozási időszakban a TÁMOP-hoz hasonló támogatási programban, a Partnerségi Megállapodások 7-11. tematikus célok mentén-ben folytatódnak a foglalkoztatás bővítését célzó projektek.

## Célja
A Társadalmi Megújulás Operatív Program átfogó célja munkaerő-piaci részvétel növelése, mely az emberi erőforrások minőségének javításán kívül az alábbi specifikus célok megvalósításán keresztül érhető el:
- A munkaerő-piaci kereslet és kínálat összhangjának javítása
- Az aktivitás területi különbségeinek csökkentése
- A változásokhoz való alkalmazkodás segítése
- Az egész életen át tartó tanulás elősegítése
- Az egészségi állapot és a munkavégző-képesség javítása
- A társadalmi összetartozás erősítése, az esélyegyenlőség támogatása.

A Társadalmi Megújulás Operatív Program átfogó célja a foglalkoztatás bővítése, mely Magyarországon az uniós átlaghoz képest kiemelten alacsony: a finanszírozási időszak során az aktivitási ráta Magyarországon hozzávetőlegesen 61 százalék, míg az EU28 országokban átlagosan 69 százalék volt.

## A TÁMOP a magyar stratégiai tervezésben
Az Új Magyar Fejlesztési Terv a 2007-2013-as időszak nemzeti stratégiai referenciakerete, melynek feladata az ugyanezen periódusban Magyarország számára felhasználható európai uniós támogatások hatékony felhasználásának biztosítása volt. 
Ennek keretében kialakították a forrásokat kezelő intézményrendszert; valamint összehangolták a támogatott programokat a Kohéziós Politikában deklarált célokkal. 
Az ÚMFT-n belül ágazati és regionális operatív programokat határoztak meg. Ebben a rendszerben a TÁMOP egy a hat ágazati operatív program közül. 
Az operatív programok mögött túlnyomó részben az Európai Szociális Alap (ESZA) és az Európai Regionális Fejlesztési Alap és az Európai Kohéziós Alap támogatásai húzódnak, melyek az Unió országai között fennálló fejlettségbéli különbségek csökkentését és a szegényebb országok felzárkózását segítik.

## A TÁMOP prioritásai
A TÁMOP program finanszírozásából olyan pályázatok részesülhetnek, melyek a foglalkoztatás növekedését a munkaerőpiac kínálati oldalának fejlesztésére irányuló eszközökkel kívánják elősegíteni. A TÁMOP az ún. prioritásokon keresztül határozza meg ezen eszközök lehetséges módozatait.
- Foglalkoztathatóság fejlesztése, a munkaerőpiacra való belépés ösztönzése (például a munkaügyi kirendeltségek szolgáltatásainak fejlesztése; innovatív, a helyi és személyes igényeket figyelembevevő kezdeményezések támogatása)
- Alkalmazkodóképesség javítása (például készségfejlesztő képzésekhez való hozzáférés segítése, mely megkönnyíti a munkaerőpiac változásaihoz való alkalmazkodást)
- Minőségi oktatás és hozzáférés biztosítása mindenkinek (például az integrált és kompetencia alapú oktatás kialakítása)
- Felsőoktatás tartalmi és szervezeti fejlesztése a tudásalapú gazdaság kiépítése érdekében (például kutatás és fejlesztés támogatása; a felsőoktatás fejlesztése az egész életen át tartó tanulás elvével összhangban)
- Társadalmi befogadás, részvétel erősítése (például a hátrányos helyzetű térségek fejlesztésére irányuló komplex programok, vagy a hátrányos helyzetű egyének szociális juttatásokhoz  és szolgáltatásokhoz való hozzáférésének javítását célzó kezdeményezések támogatása)
- Egészségmegőrzés és egészségügyi humánerőforrás fejlesztés (például Egészségfejlesztés és egészségtudatos magatartásra ösztönzése)
- Technikai segítségnyújtás a konvergencia (elmaradottabb) régiókban[6]
- Az operatív program prioritási tengelyeinek megvalósítása a közép-magyarországi régióban
- Technikai segítségnyújtás a közép-magyarországi régióban

## Finanszírozás
A 2007-2013-as programozási periódusban (melyet az Európai Bizottság 2007. szeptember 13-án fogadott el)a program költségvetése 4 097 080 055 euró, melynek hátterét az Európai Szociális Alapon keresztül az Európai Unió biztosítja, 15%-ban pedig a kapcsolódó hazai források képezik. 
A Magyarországra jutó strukturális és kohéziós támogatások összege a 2007-2013 periódusra összesen 25,3 milliárd euró (7 590 milliárd forint) volt. Összehasonlításképp, a 2012. évi magyar költségvetési kiadások 11 324 milliárd forintba, míg a jóléti kiadások (egészségügy, oktatás, társadalombiztosítás, lakásügyek, sport és kultúra együttesen) összesen 6 482 milliárd forintba kerültek.
A TÁMOP összegének 85%-át az Európai Szociális Alapon keresztül az Európai Unió biztosította, 15%-ban pedig a kapcsolódó hazai (főként állami) források támogatták.

## A támogatási rendszer felépítése
Az Új Magyar Fejlesztési Terv-vel kapcsolatos tervezési feladatokat az európai integrációs ügyek koordinácójáért felelős tárca nélküli miniszter, később a Nemzeti Fejlesztési Hivatal, majd jogutódja, a Nemzeti Fejlesztési Ügynökség látta el. 
A tervezési szakaszban részt vettek továbbá az ágazati minisztériumok, országos hatáskörű hivatalok és egyéb szakértői csoportok (MTA, regionális fejlesztési tanácsok, kutatóintézetek, tanácsadó szervezetek). Az egyes alprogramok céljait az Országgyűlés tűzte ki. 
Az uniós társfinanszírozással megvalósuló projektek monitorozását, végrehajtását és értékelését egy sor intézmény biztosította (pl. Nemzeti Fejlesztési Tanács; Fejlesztéspolitikai Irányító Testület; Nemzeti Fejlesztési Ügynökség: Pénzügyminisztérium illetve az operatív programokban érintett Minisztériumok). Az NFÜ 2014. január 1-i megszűnése óta, a miniszterelnökségen belüli központi koordináló szerv látja el a feladatokat.

## A TÁMOP értékelése
A TÁMOP program keretében megvalósult projektekről készültek hatásvizsgálatok és utólagos értékelő tanulmányok. 
A társadalmi befogadást szolgáló fejlesztések (TÁMOP 5. prioritás) értékelése például arra mutatott rá, hogy a szegénységben élők számára nyújtott szolgáltatások csak korlátozottan voltak eredményesek. Az okok között van a projekt célzásának eredménytelensége.
A 2009 és 2013 között indított, hátrányos helyzetű munkanélküliek munkapiaci esélyeit javító foglalkoztathatóságot javító beavatkozások (TÁMOP 1.1.1; 1.1.2, 1.1.3, 1.2.1 és 2.1.1) célcsoport- és hatásvizsgálata a beavatkozások célzását eredményesnek (a beavatkozások a tervezett célcsoportokat érték el), a programok hatását pedig szinte minden esetben erősen pozitívnak találták.

## Pályázatok
- Munkahelyi képzések támogatása[11]
- Az önkéntesség elterjesztése[12]
- LHH kistérségek projektjei[13]
- Civil szervezeteknek szolgáltató, azokat fejlesztő szervezetek támogatása[14]
- Az áldozattá válás megelőzése, áldozatsegítés[15]
- Helyi és térségi turisztikai desztinációs menedzsment szervezetek létrehozása és fejlesztése[16]
- A régió lakosságának egészségtudatos életmódját támogató civil szervezetek infrastrukturális feltételeinek fejlesztése[17]
- Regionális civil szervezetek infrastrukturális feltételeinek fejlesztése[18]
- A régiós civil szervezetek infrastrukturális feltételeinek fejlesztése[19]
- Civil szervezetek fejlesztése[20]
- Kulturális szakemberek továbbképzése a szolgáltatásfejlesztés érdekében[21]
- Tudásdepó-Expressz[22]
- Tudásdepó-Expressz[23]
- Pedagógusképzés, továbbképzés[24]
- Egészségfejlesztés a közoktatásban[25]
- Közoktatási intézmények szerepbővítése, újszerű intézményi együttműködések kialakítása (tanulást segítő támogató formák bevezetése)[26]
- Innovatív iskolák fejlesztése[27]
- Esélyegyenlőségi elvű minőségi oktatás, valamint az egész életen át tartó tanulás támogatása az LHH kistérségekben[28]
- Munkaerő-piaci szolgáltatást nyújtó civil szervezetek kapacitásának megerősítése[29]
- Idegen nyelvi és informatikai kompetenciák fejlesztése[30]
- Egészségre nevelő és szemléletformáló életmódprogramok[31]
- A nők elleni erőszak áldozatait segítő szolgáltatások fejlesztése[32]
- Szociális képzések fejlesztése, szakemberek képzése, továbbképzése és készségfejlesztése valamint a helyi fejlesztési kapacitások megerősítése[33]
- Tudományos eredmények elismerése és disszeminációja[34]
- Alacsony foglalkoztatási eséllyel rendelkezők képessé tevő és önálló életvitelt segítő programjai[35]
- A Gyermekek és fiatalok társadalmi integrációját segítő programok[36]
- Gyermekek és fiatalok társadalmi integrációját segítő programok[37]